# Hydrelia mullata
Hydrelia mullata là một loài bướm đêm trong họ Geometridae.